# LX集团
LX集团(LX Group)是一家总部设于韩国的企业集团，于2021年5月3日成立。

## 成员公司
- LX控股
- LX国际
- LX Pantos
- LX hausys
- LX半导体
- LX MMA

## 口号
'Link for next'为LX集团的口号。